# Sagiáda
Sagiáda är en ort i Grekland.   Den ligger i prefekturen Thesprotia och regionen Epirus, i den västra delen av landet, 400 km nordväst om huvudstaden Aten. Sagiáda ligger 47 meter över havet och antalet invånare är 803.
Terrängen runt Sagiáda är kuperad åt nordost, men åt sydväst är den platt. Havet är nära Sagiáda åt sydväst. Runt Sagiáda är det ganska tätbefolkat, med 75 invånare per kvadratkilometer. Närmaste större samhälle är Igoumenitsa, 14,7 km söder om Sagiáda. Trakten runt Sagiáda består till största delen av jordbruksmark.